# Ataenius striatocrenatus
Ataenius striatocrenatus är en skalbaggsart som beskrevs av Leon Fairmaire 1889. Ataenius striatocrenatus ingår i släktet Ataenius och familjen Aphodiidae. Inga underarter finns listade.